# Rashed Nawaf
Rashed Nawaf (* 1. Juni 2005 in Doha) ist ein katarischer Tennisspieler.

## Karriere
Nawaf spielt hauptsächlich und erreicht mit 14 Jahren vielversprechende Ergebnisse auf der ITF Junior Tour. Er konnte dort bislang im Einzel von 24 Matches 15 gewinnen. 2019 wurde er bei der U14-Variante des Orange Bowl, der inoffiziellen Junior-Weltmeisterschaft, Zweiter – im Finale unterlag er dem US-Amerikaner Nisesh Basavareddy.
Auch bei den Profis sammelte er schon erste Erfahrung und kam 2019 im Doppel auf seinen ersten Matcherfolg. Anfang 2020 erhielt er von der Turnierverantwortlichen der Qatar ExxonMobil Open eine Wildcard für das Hauptfeld des Doppels, wo er an der Seite von Malek Jaziri in der ersten Runde unterlag. In der Qualifikation des Einzels erhielt er ebenfalls eine Wildcard. Hier verlor er gegen Thiago Monteiro. Im Doppel ist er ab 2020 auch in der Weltrangliste in den Top 2000 platziert.
Im Jahr 2019 spielte er zwei Partien für die katarische Davis-Cup-Mannschaft, die er beide verlor.